# Haut de Cry

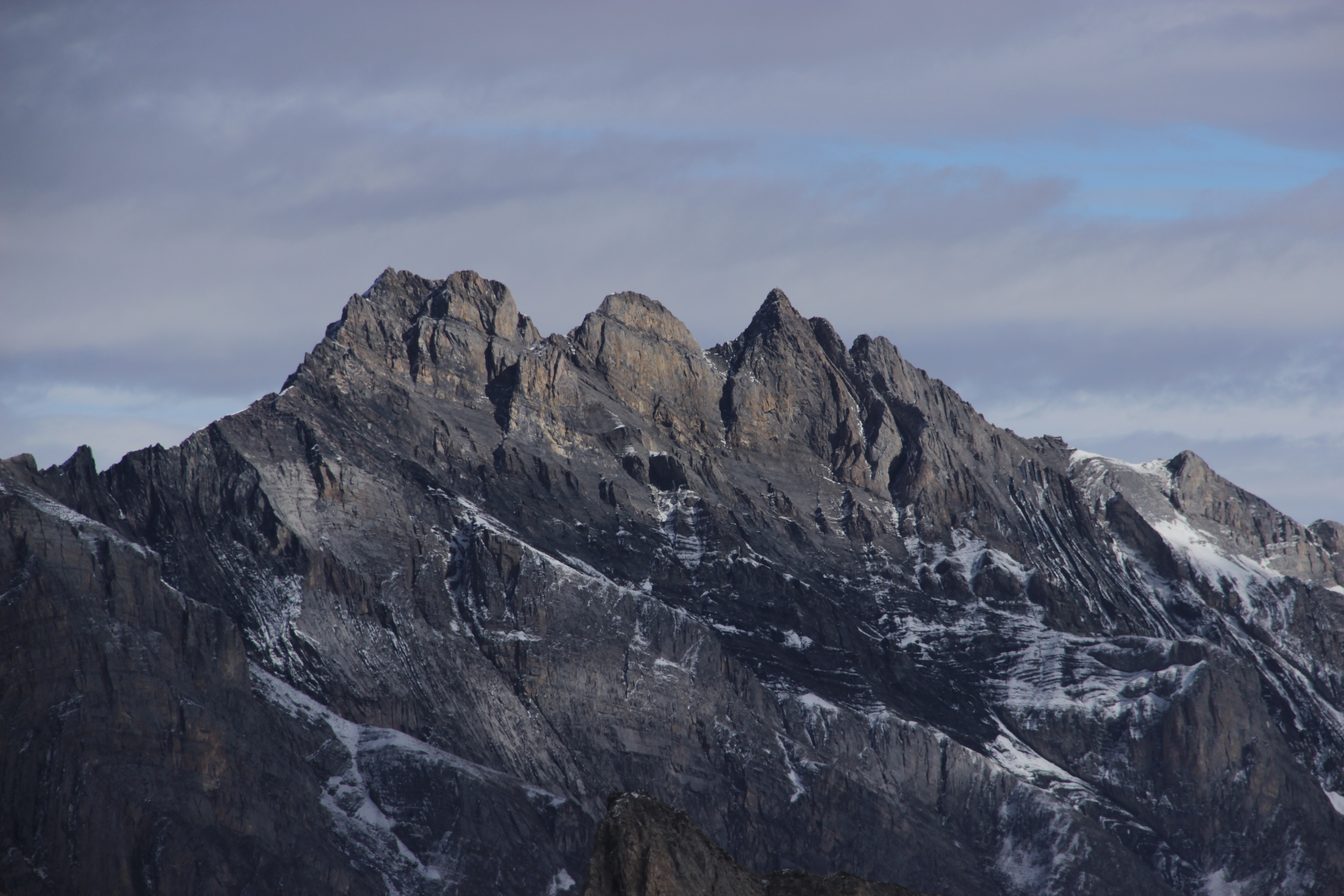
Haut de Cry aus SW. Von links: Hauptgipfel mit östlichem Vorgipfel, Mittelgipfel und Ostgipfel. Rechts davon der markante, doppelgipflige Ostgratgendarm. Ganz rechts und tiefer der Pt. 2755.

Der Haut de Cry ist ein Berg im Kanton Wallis in der Schweiz. Er gehört zu den Waadtländer Alpen, dem südwestlichsten Teil der Berner Alpen.
Der Haut de Cry liegt in der Muverangruppe südlich des Pas de Cheville und überragt das Rhonetal nördlich um 2500 m. Der Berg besitzt drei markante, durch tiefe Scharten voneinander abgesetzte Gipfel: den Westgipfel 2969 m ü. M. (Hauptgipfel), den Mittelgipfel (ca. 2950 m) und den Ostgipfel 2952 m ü. M.

## Name
Das französische Wort haut bedeutet neben ‹hoch› auch ‹Höhe›, ‹höchster Punkt›, ‹Gipfel›. Cry ist vermutlich aus cray entstanden, einem alten Wort mit der Bedeutung ‹Stein›. Der Name Haut de Cry dürfte also ursprünglich etwa ‹Felsgipfel› bedeutet haben, was gut zur imposanten Erscheinung des Berges passt.

## Geographie

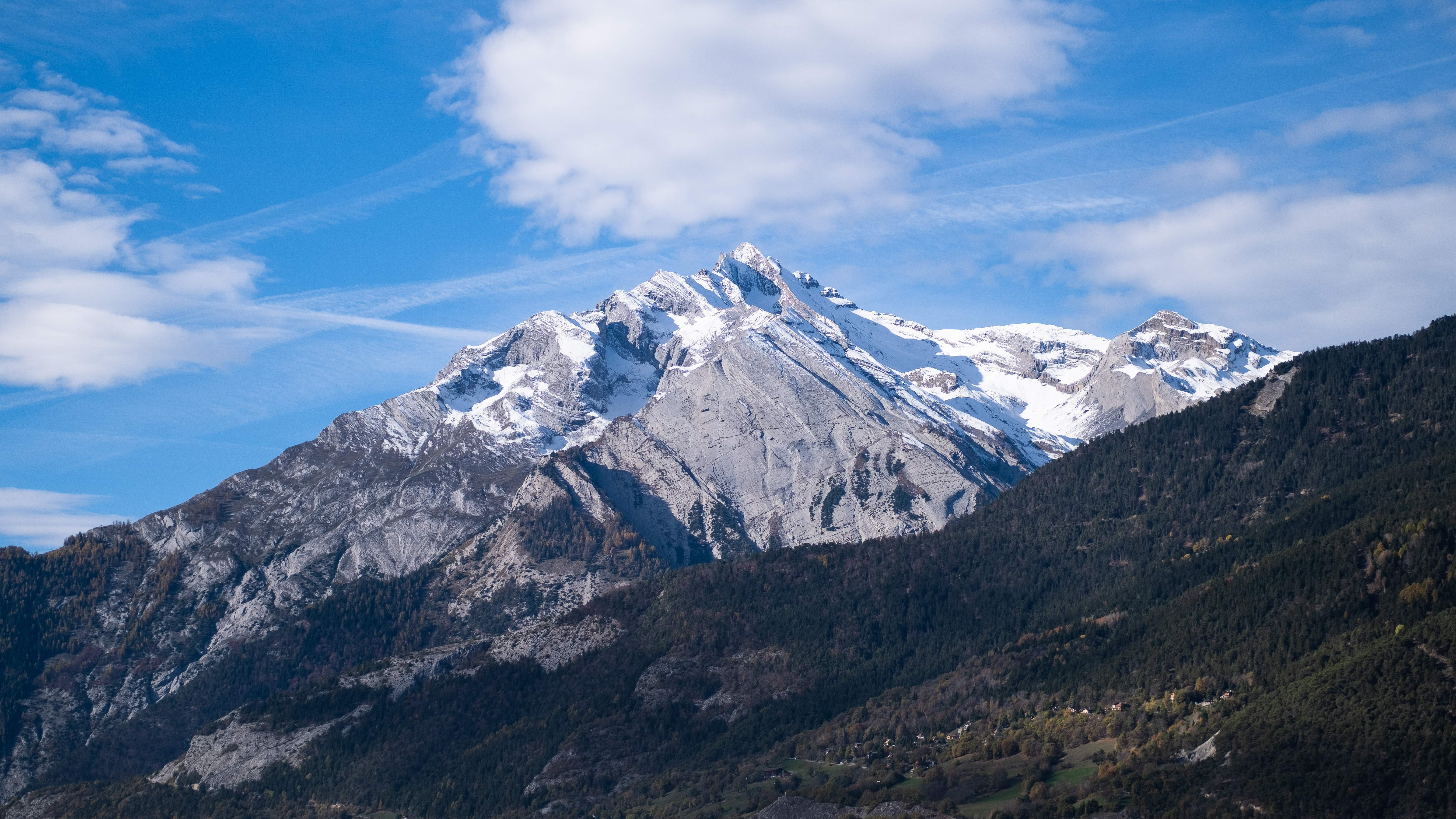
Haut de Cry von Osten. Zwischen dem Berg und den bewaldeten Hängen im Vordergrund liegt das Tal der Lizerne.

Der Haut de Cry ist ein mächtiges Bergmassiv rechts der Rhone, östlich des Pas de Chamosentse (2454 m ü. M.). Er dominiert die Dörfer Chamoson, Ardon, Vétroz und Ovronnaz.
Den Hauptkamm bilden von West nach Ost die Pointes de Tsérié, dann Hauptgipfel, Mittelgipfel, Ostgipfel und schliesslich, im Osten, Tête de Vertsan und Le Cheval. Vom höchsten Gipfel des Haut de Cry zweigt nordöstlich ein Grat ab mit den Gipfeln Mont à Perron (2667 m ü. M.) und, am nordöstlichen Ende, Mont à Cavouère (2612 m ü. M.). Im Westen des Pas de Chamosentse leitet der Dent de Chamosentse über zum Hauptgrat der Muverangrupppe und zum Grand Muveran.
Die nordwestlichen Hänge des Haut de Cry speisen die Dorbonne, die über die Lizerne in die Rhone mündet. Das Wasser aus der schroffen Südflanke fliesst in die Losentse, selbst ein Zufluss der Rhone.
Die Südflanke ist im oberen Bereich sehr steil und felsig, unterhalb von ca. 1700 m ü. M. bewaldet, mit einigen Alpweiden. Im Rhonetal, unterhalb von ca. 700 m ü. M., liegen Rebberge.

## Gescheiterter Versuch einer ersten Winterbesteigung, 1864

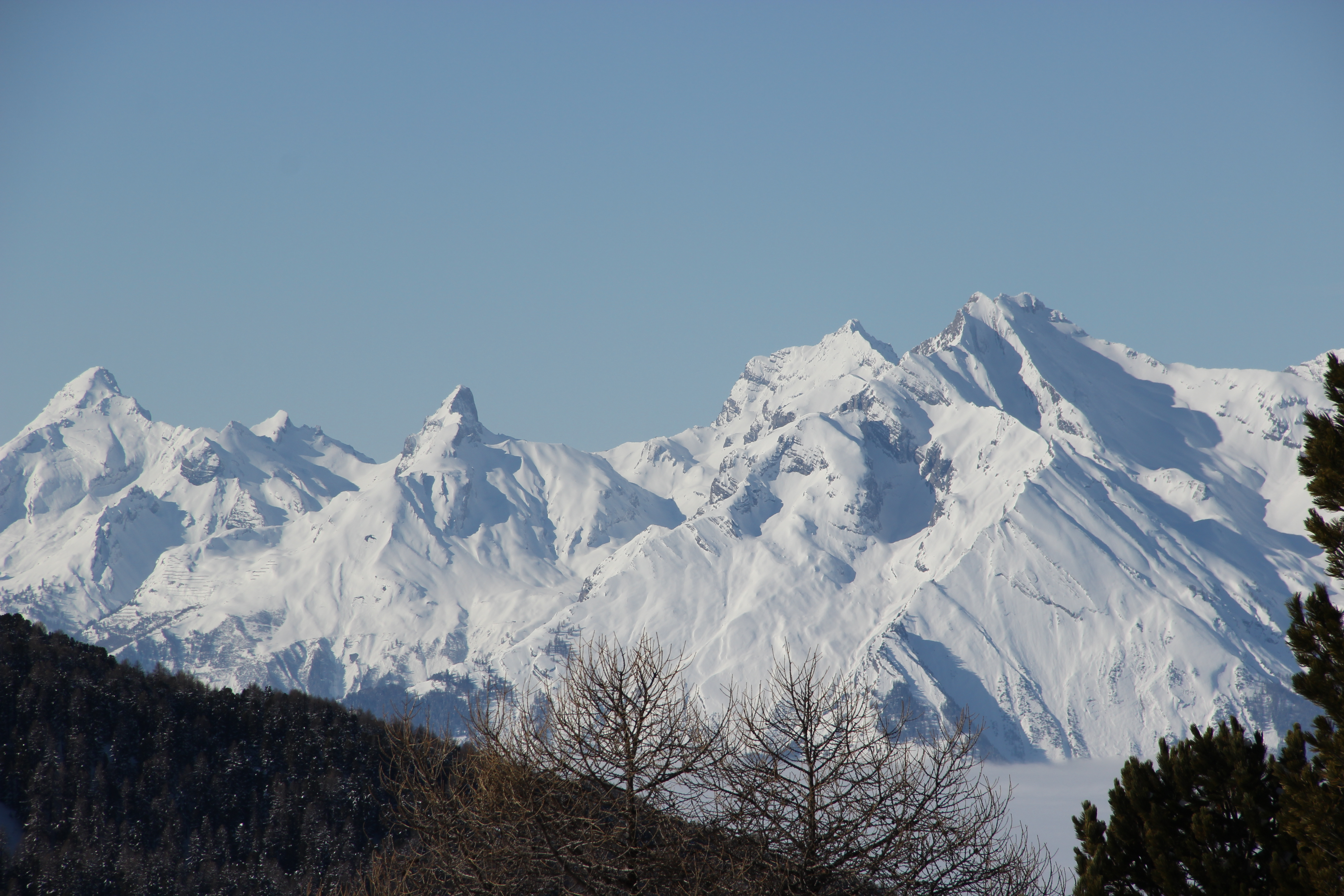
Dent Favre, Petit Muveran, Grand Muveran und Haut de Cry im Februar 2015

Am 28. Februar 1864 verloren beim ersten Versuch, den Haut de Cry im Winter zu besteigen, zwei Menschen das Leben. Philipp Gosset, sein Freund Louis Boissonnet, der sehr erfahrene Bergführer Johann Joseph Benet (genannt «Bennen») und drei einheimische Begleiter wollten den Gipfel über den Ostgrat erreichen. Um auf den Grat zu gelangen, überquerten sie zur Mittagszeit ein steiles und breites Schneefeld, welches Gosset später in einem Bericht im Alpine Journal als «eine Art Couloir in grossem Massstab» beschrieb. Die Einheimischen hatten versichert, dass dort keine Lawinengefahr bestehe. Dennoch lösten die Bergsteiger eine grossflächige Schneebrettlawine aus, welche alle sechs Männer mitriss. Boissonnet und Benet wurden getötet; Gosset wurde etwas weniger tief verschüttet. Er hatte seine Arme über den Kopf erhoben; als die Lawine zum Stillstand kam, ragten seine Hände über die Oberfläche der Schneemassen hinaus, die sich durch den Druck zu Eis verfestigt hatten. Einer der Begleiter konnte ihn schliesslich befreien. Am Ende seines Berichts verteidigte Gosset den getöteten Bergführer Benet, «den mutigsten Führer, den das Wallis je hatte und je haben wird»:

„Bennen wurde wegen dieses tragischen Unfalls Unbesonnenheit vorgeworfen. Das trifft nicht zu. Er wurde dadurch irregeführt, dass der Zustand des Schnees bei einer Winterbesteigung ganz anders ist als das, was man im Sommer vorfindet.“

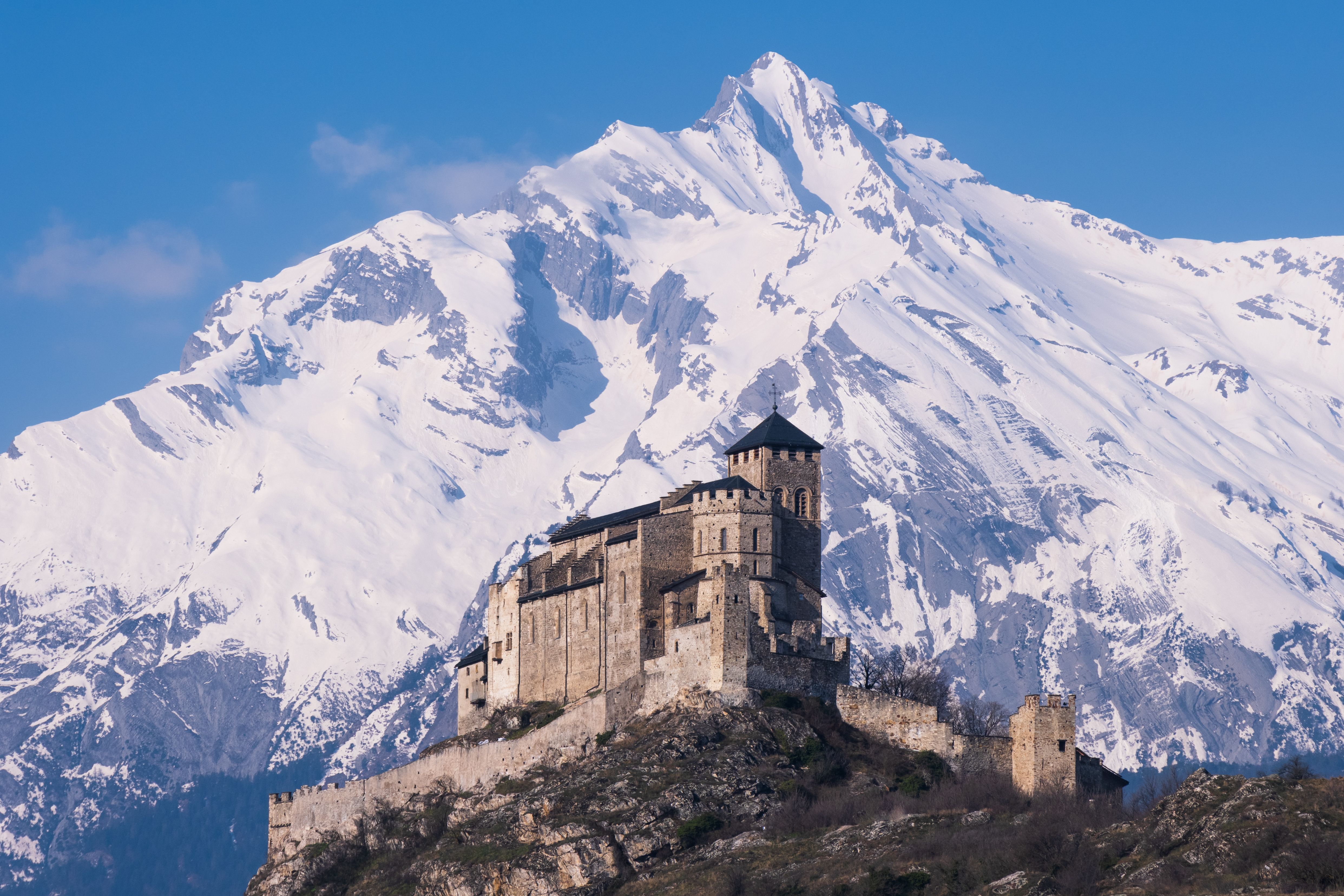
Basilique de Valère und Haut de Cry im Februar 2021